# ديفيد اتانجا
ديفيد اتانجا (بالإنجليزية: David Atanga)‏ (25 ديسمبر 1996 في غانا - ) هو لاعب كرة قدم غاني في مركز الوسط. شارك مع منتخب غانا تحت 20 سنة لكرة القدم. أما مع النوادي، فقد لعب مع نادي ريد بل سالزبورغ ونادي هايدنهايم ونادي ليفيرينج.

## وصلات خارجية
- ديفيد اتانجا على موقع قاعدة بيانات كرة القدم.إي يو (الإنجليزية)
- ديفيد اتانجا على موقع Soccerbase.com (لاعب) (الإنجليزية)
- ديفيد اتانجا على موقع Soccerway.com (الإنجليزية)
- ديفيد اتانجا على موقع عالم كرة القدم.نت (الإنجليزية)
- ديفيد اتانجا على موقع AS.com (الإسبانية)